# Trichopagurus spinibrachium
Trichopagurus spinibrachium — вид ракоподібних родини Paguridae. Описаний у 2024 році.

## Поширення
Вид поширений на заході Тихого океану. Описаний на основі одного зразка самця, зібраного в анхіалінній напівзатопленій морській печері на острові Окінава (острови Рюкю, південно-західна Японія).

## Опис
Він морфологічно подібний до Trichopagurus macrochela Komai & Osawa, 2005 і Trichopagurus tenuidactylus Komai, 2013, але відрізняється формою та арматурою очних, антенулярних та вусикових відростків, хеліпедів та ходових ніг.